# 西原矩彦
西原 矩彦（にしはら のりひこ、1880年（明治13年）10月2日 - 1963年（昭和38年）11月22日）は、大日本帝国陸軍軍人。最終階級は陸軍少将。

## 経歴・人物
熊本県出身。1901年（明治34年）陸軍士官学校第13期卒業。
1926年（大正15年）3月に陸軍歩兵大佐・高知連隊区司令官、1929年（昭和4年）8月に歩兵第43連隊長を経て、1931年（昭和6年）8月1日に陸軍少将に昇進と同時に待命、同月29日に予備役に編入した。
1947年（昭和22年）11月28日、公職追放仮指定を受けた。

## 栄典
- 1940年（昭和15年）8月15日 - 紀元二千六百年祝典記念章[4]